# Inferno (album av Petra Marklund)
Inferno är ett album från 2012 av Petra Marklund. Albumet föregicks av singeln "Händerna mot himlen". Albumet sålde guld under sin första vecka och gick direkt in som nummer 1 på Sverigetopplistan 26 oktober 2012.

## Låtlista
1. Easy Come, Easy Go – 3:56
2. Sanningen – 3:41
3. Nummer – 4:44
4. Förlorad värld – 4:59
5. Kom tillbaks – 3:30
6. Fred – 3:18
7. Aska i vinden – 3:20
8. Vad som helst – 3:21
9. Krig – 3:48
10. Händerna mot himlen – 3:59
11. Svarta moln – 3:38

## Listplaceringar
| Lista (2012–2013) | Topplacering |
| ----------------- | ------------ |
| Sverige           | 1            |